# Lycoriella epleuroti
Lycoriella epleuroti är en tvåvingeart som beskrevs av Yang och Zhang 1987. Lycoriella epleuroti ingår i släktet Lycoriella och familjen sorgmyggor.
Artens utbredningsområde är Hubei (Kina). Inga underarter finns listade i Catalogue of Life.